# Estació d'Espanya
|  | «estació de la Plaça d'Espanya» redirigeix aquí. Vegeu-ne altres significats a «estació de la Plaça d'Espanya (València)». |

Barcelona - Pl. Espanya (FGC) o Espanya (Metro) és un intercanviador multimodal situat sota la Plaça d'Espanya de la ciutat de Barcelona. És un punt d'enllaç de les línies L1 i L3 del Metro de Barcelona i capçalera de les línies de FGC del Metro del Baix Llobregat: L8, S3, S4, S8, S9, R5, R50, R6 i R60.
L'estació de la línia 1 es va inaugurar el 1926 amb l'obertura del primer tram del Ferrocarril Metropolità Transversal.
L'estació de la línia de FGC també existeix des de 1926, quan es va prolongar el carrilet des de l'antiga estació de Magòria.
L'estació de la línia 3 no es va construir fins força anys després, quan es va ampliar fins a la Zona Universitària de Barcelona passant per l'estació de Sants. Es va inaugurar el 1975 com a part de la línia IIIB que posteriorment s'ajuntaria amb la línia III per a formar la L3 actual.
Està previst el perllongament de la línia L8 d'FGC partint des d'aquesta estació fins a Gràcia, passant per Hospital Clínic i Francesc Macià. Aquesta actuació encara no té data, si bé es troba al PDI per als anys 2021-2030.

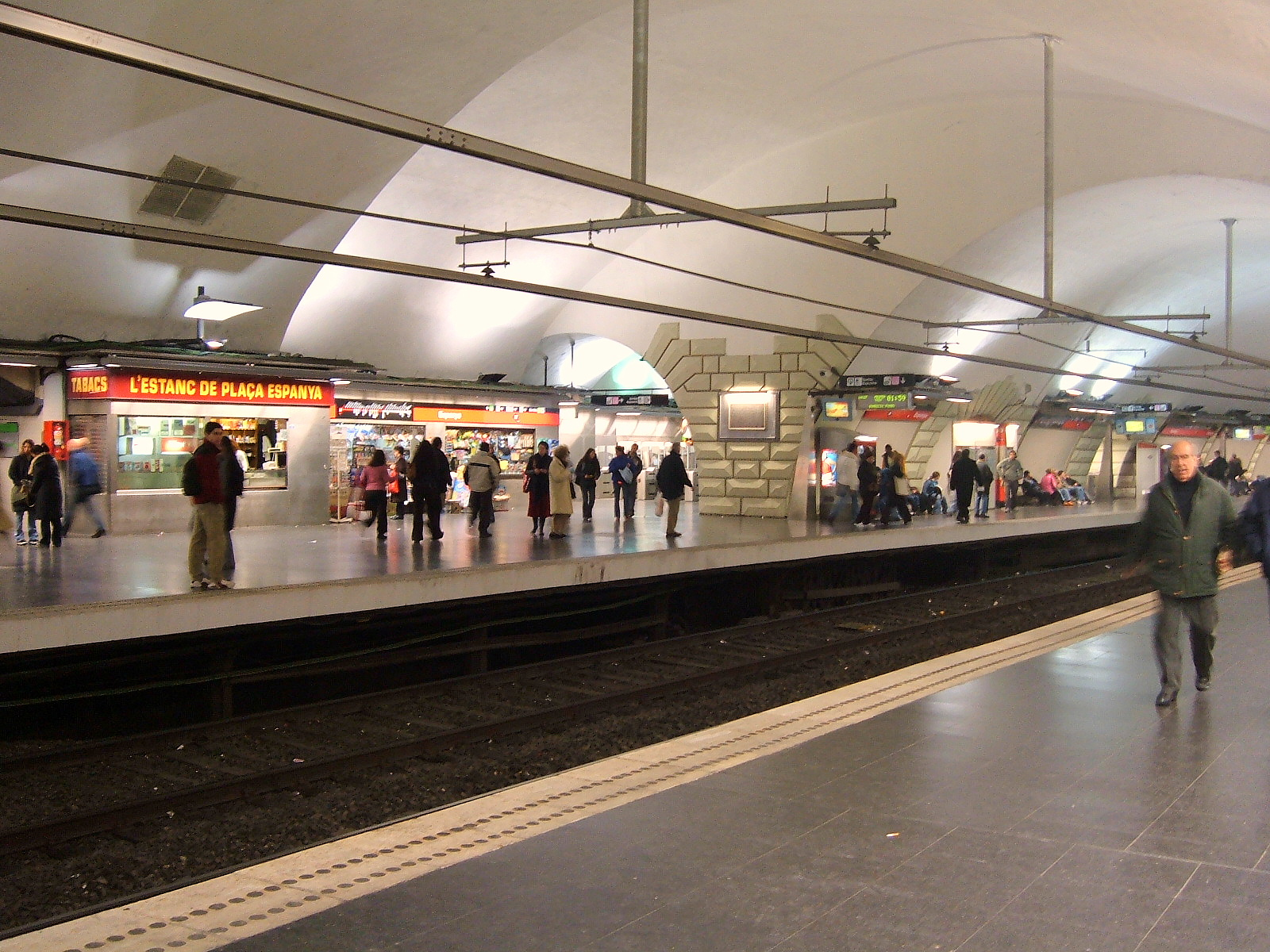
L'estació de metro de la L1
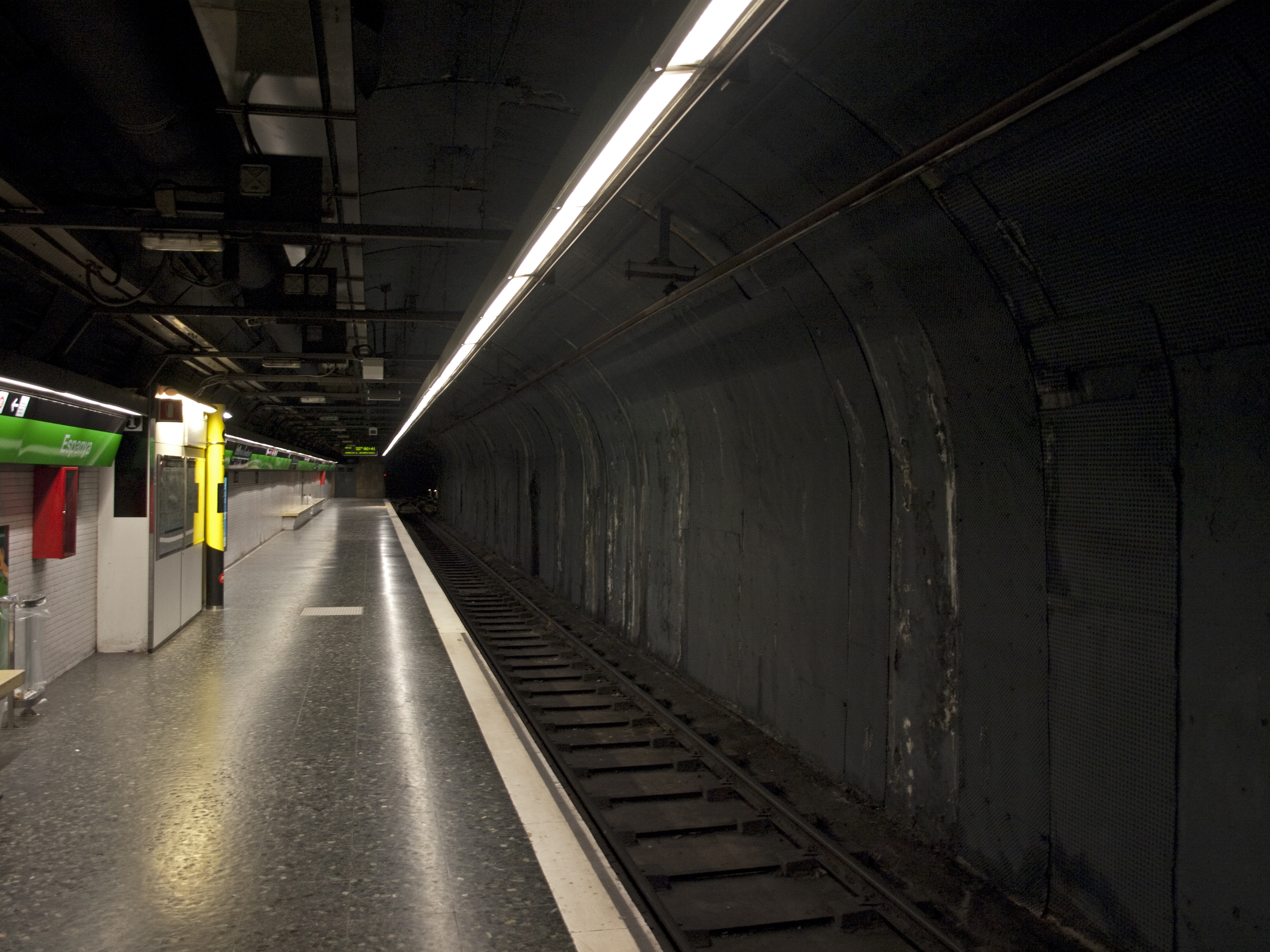
L'estació de metro de la L3

## Serveis ferroviaris
| Procedència/Destinació       | <               | Línia               | >                    | Procedència/Destinació         |
| ---------------------------- | --------------- | ------------------- | -------------------- | ------------------------------ |
| Metro de Barcelona           |                 |                     |                      |                                |
| Hospital de Bellvitge        | Hostafrancs     |                     | Rocafort             | Fondo                          |
| Zona Universitària           | Tarragona       |                     | Poble Sec            | Trinitat Nova                  |
| Línia Llobregat-Anoia de FGC |                 |                     |                      |                                |
| terminal                     | terminal        |                     | Magòria La Campana   | Molí Nou \| Ciutat Cooperativa |
| terminal                     | terminal        | Can Ros             | Magòria La Campana   |                                |
| terminal                     | terminal        | Olesa de Montserrat | Magòria La Campana   |                                |
| terminal                     | terminal        | Martorell Enllaç    | Magòria La Campana   |                                |
| terminal                     | terminal        | Quatre Camins       | Magòria La Campana   |                                |
| terminal                     | terminal        | Manresa Baixador    | Magòria La Campana   |                                |
| terminal                     | terminal        | Igualada            | Magòria La Campana   |                                |
| terminal                     | terminal        |                     | Ildefons Cerdà       | Manresa Baixador               |
| terminal                     | terminal        | Igualada            | Ildefons Cerdà       |                                |
| Línia Llobregat-Anoia de FGC |                 |                     |                      |                                |
| Projectat                    |                 |                     |                      |                                |
| Gràcia                       | Hospital Clínic |                     | Magòria - la Campana | Molí Nou \| Ciutat Cooperativa |

## Accessos
- Plaça Espanya
- Carrer Creu Coberta

## Galeria d'imatges

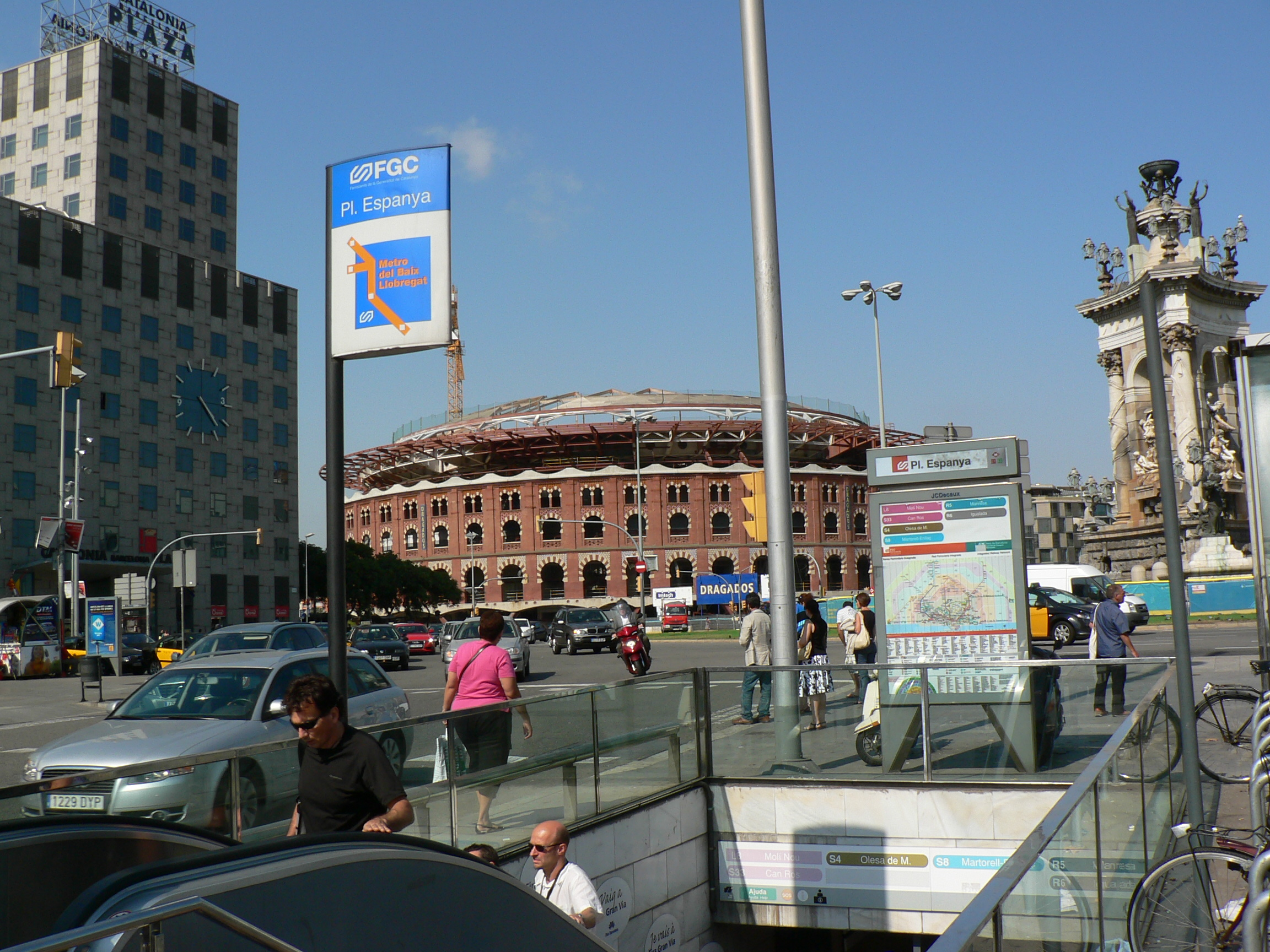
Un dels accesos a l'estació tocant a la Gran Via
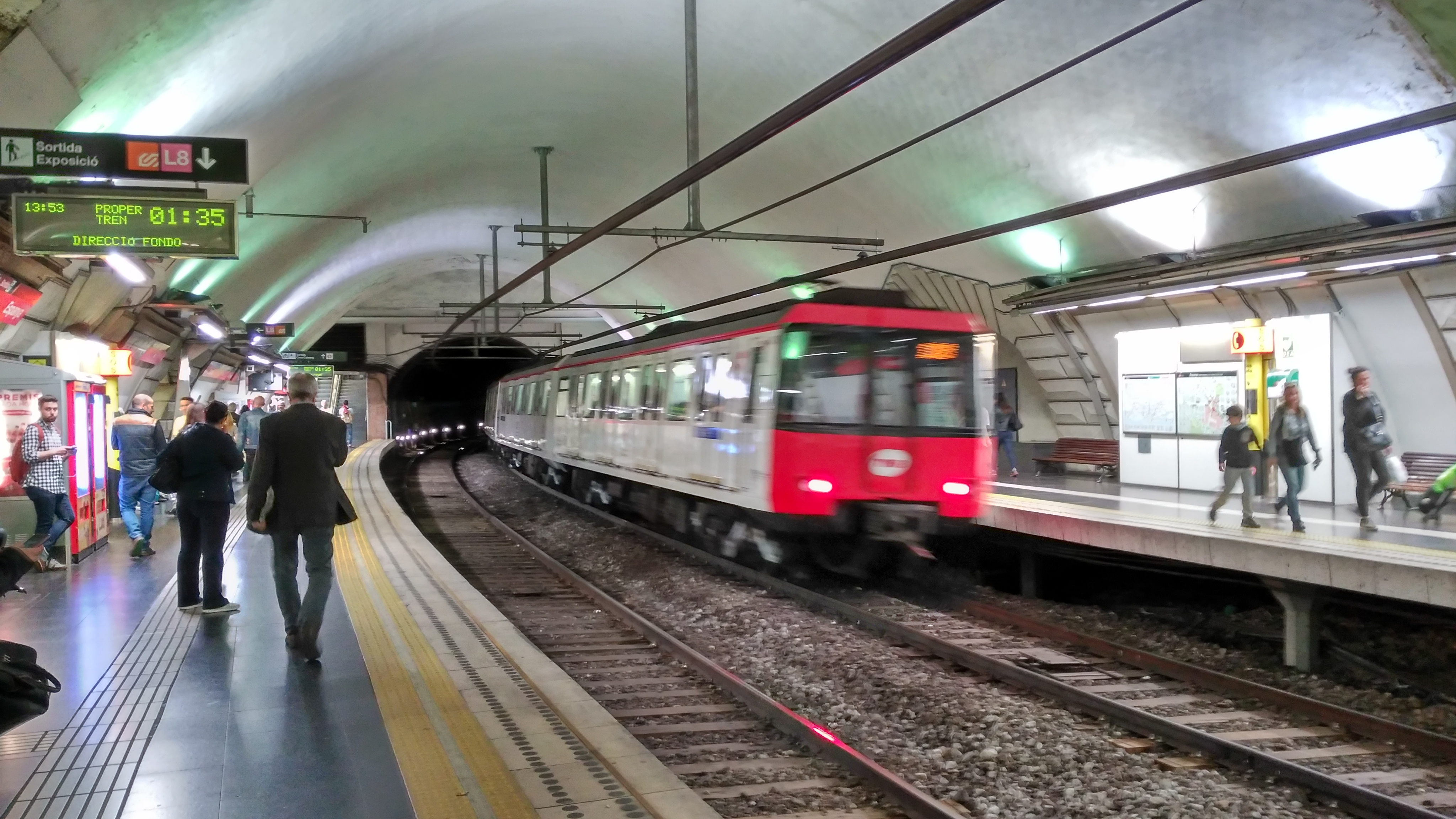
Unitat 4000 a l'estació de la L1 direcció Hospital de Bellvitge
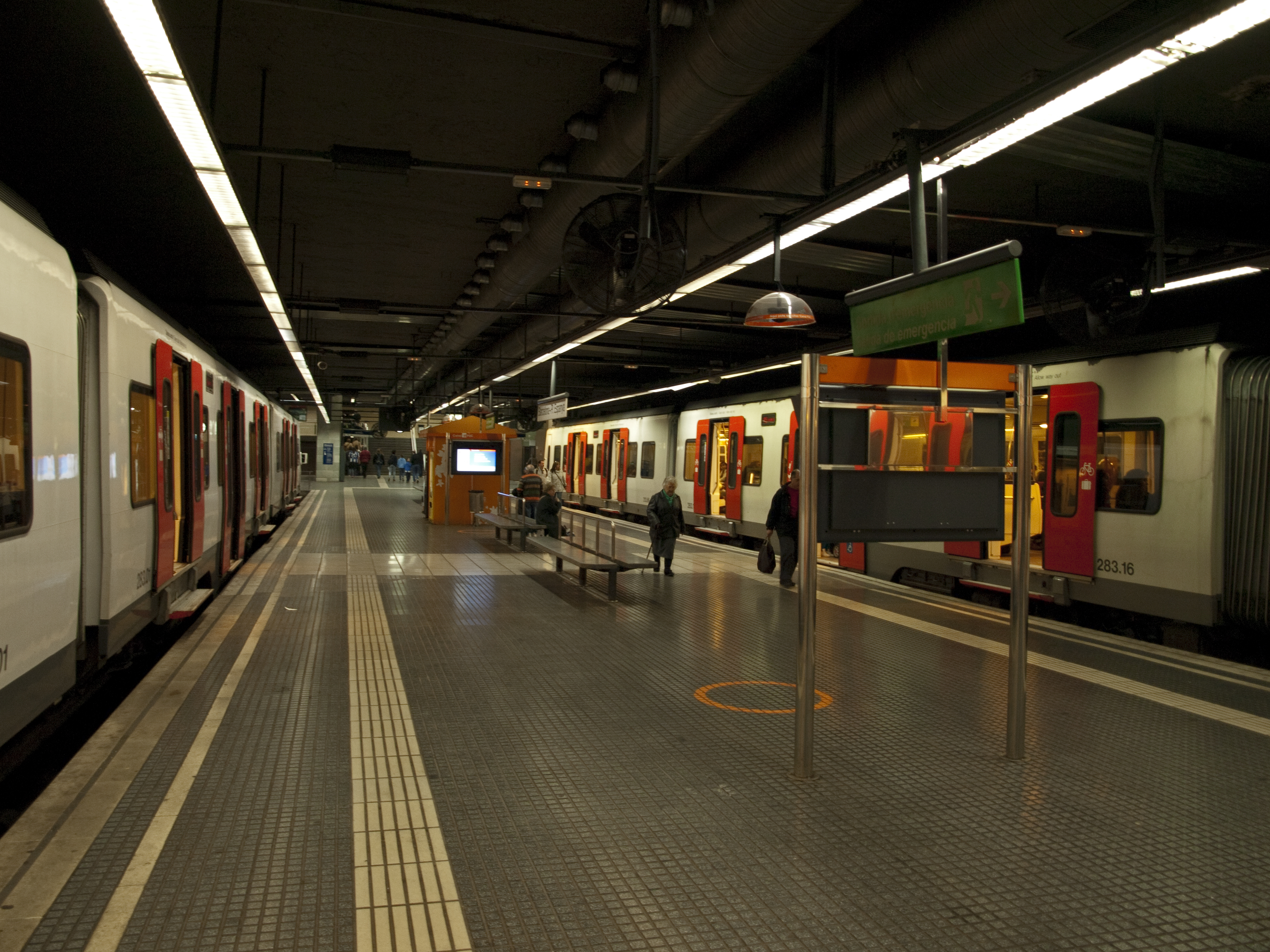
L'andana central de l'estació de la línia Llobregat-Anoia
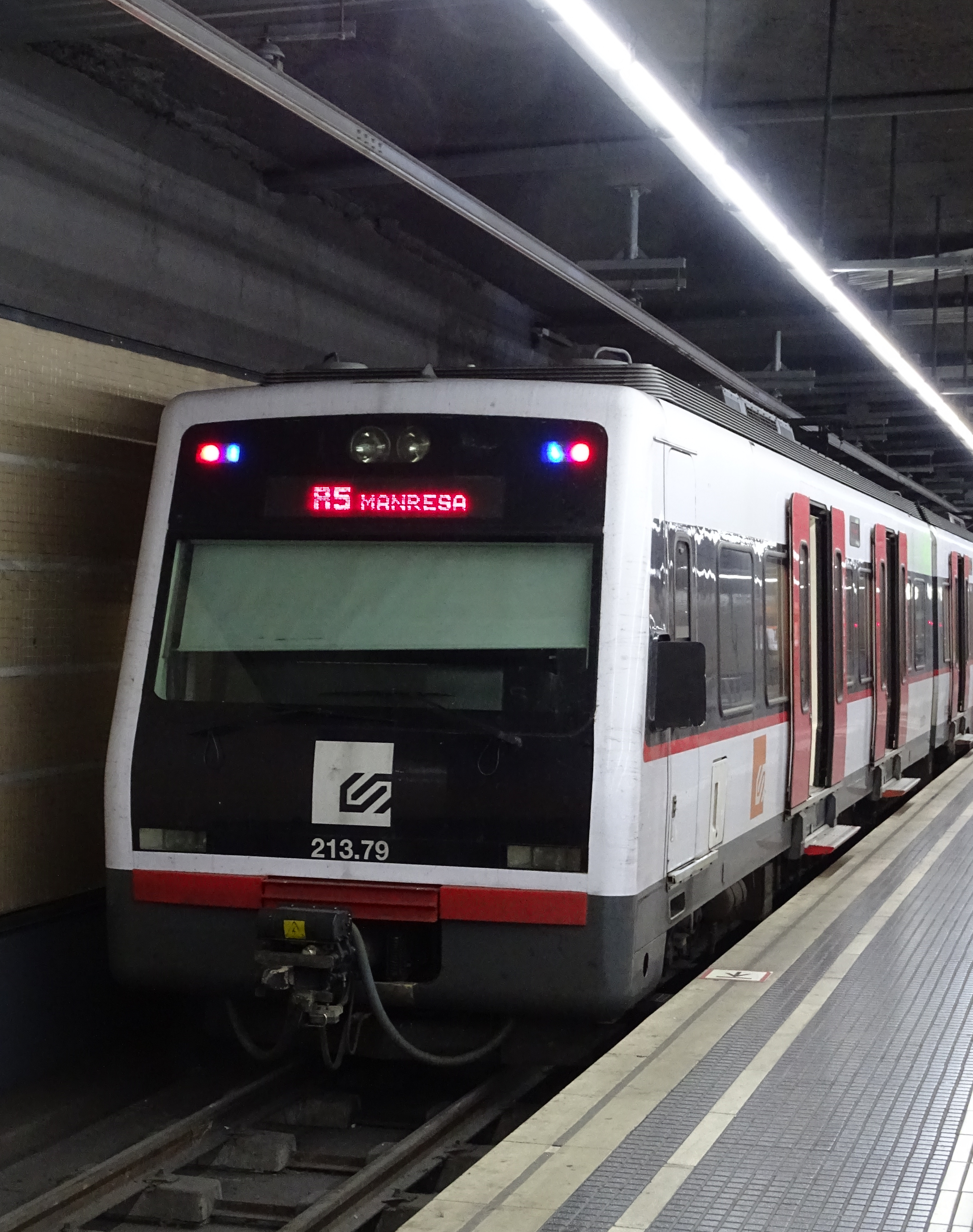
Unitat 213 destinació Manresa (R5) a l'estació d'FGC